# 闽北游击区
闽北游击区是南方三年游击战争时期中国共产党在闽北和赣东北地区建立的一个游击区。
1934年10月，中央革命根据地第五次反“围剿”斗争失败，中央红军被迫长征。闽北革命根据地失去依托，形势日趋紧张。1935年1月5日，以黄道为书记的中共闽北分区委率领部队和党政机关撤出大安（今属福建省武夷山市）。次日，国民党军队进入大安街，炸死炸伤500余人。2月，闽北分区委决定将红58团、闽北独立团、西南独立团等部整编为闽北独立师，黄立贵任师长，卢文卿任政委，下辖3个团，共约2000人。闽北独立师成立后，在崇安、浦城、资溪、光泽和邵武一带活动。分区党委和军分区机关向江西转移，至铅山东坑时，分区司令员李德胜叛变投敌，分区委书记黄道率领机关、部队连夜冒雨向桐木关方向转移，在桐木关外三港同吴先喜率领的西南独立团会合。分区委、分区苏维埃和军分区等机关合并组成军分区司令部，吴先喜任司令员，精简的人员编入武装部队。3月，国军对闽北苏区发动“清剿”。为打破“清剿”，黄立贵率领独立师第1团到建（瓯）松（溪）政（和）地区开展游击战，不久又回师崇安；独立师主力则分散在崇安、建阳、邵武、光泽、资溪、广丰等县，在武夷山区进行游击战。7月，独立师第2团翻越崇安寮竹关，在金钟山伏击国军1个营，歼灭2个连，俘虏80余人。8月，中共闽北分区委召开扩大会议，确定军事上内线作战与外线作战相结合，建立新游击区的方针；政治上允许“白皮红心”的做法，争取保甲长和大刀会的支持；经济上停止“打土豪分田地”，改为筹款、减租减息。会后，独立师分三路向外线突击。国军随即组织优势兵力“追剿”。11月，闽北独立师主力在上饶县甘溪附近的伏击战中歼灭国军200余人，缴枪200余支。在此期间，挺进闽东北的闽北独立师部队，在当地大刀会武装配合下，歼灭国军2个营。到1936年春，建立了以建瓯迪口为中心，包括建瓯、松溪、政和、古田一带纵横50公里的游击根据地，部队扩大到2000余人。
1936年1月底，中共闽北分区委命令黄立贵率领闽北独立师第1团主力从建阳出发，进军闽东。2月，黄立贵部在与尾追的国军新编第11师周旋中，于建阳界首镇附近歼其500余人，并击伤其师长，迫使该师停止追击。随后，又在屏南上楼村冲破国军第56、第11师的包围，歼其1个营和2个连。同月，抵达闽浙边界的洞宫山地区，与在当地活动的闽东独立师会合，打通了闽北、闽东两个游击区的联系。4月，中共闽北分区委同闽东特委举行联席会议，成立中共闽赣省委，黄道任书记。但闽北、闽东独立师仍分别在各自的地区独立活动。闽赣省委将原闽北分区委所辖地域划分为4个游击分区，独立师下属3个团改编为4个纵队。至1936年底，闽北游击区扩大到东起松溪、政和、古田，南至顺昌、将乐、泰宁，西到资溪、贵溪，北到信江的10余个县，游击队发展到6个纵队，共3000余人。
1937年初，国军派遣4个多师和1个保安团向闽北游击区进攻，部分游击分区集中兵力抵抗，损失较大。2月，独立师第4纵队在光泽北部柴家村被国军第52师包围，闽北军分区司令员吴先喜阵亡，部队伤亡很大。第1纵队在抗击国军进攻中也遭受很大损失。闽赣省委遂命令各游击分区的部队转入山区分散隐蔽活动。独立师师长黄立贵率领1个营在邵武、顺昌、建宁、泰宁一带活动，被国军第76师2个团围堵，于是该营分散以排为单位活动。黄立贵率1个排转移近2个月，仍未甩掉敌人；7月13日，被围困于邵武梧桐际村，突围时黄立贵战死。闽赣省委转移至光泽与建阳边界的猪母岗高山上，被第75、第76师围困达2个多月，直到抗日战争全面爆发后，蒋介石将进攻闽北的第3、第75、第76师调走，形势才逐渐好转。
1937年9月，闽赣省委与国民党当局进行谈判，达成停战协议。但国军仍在崇安、建阳、邵武一线继续对游击队进行封锁和进攻。闽北独立师进行还击，迫使国军停止进攻。此时，闽北红军尚存800余人，改编为闽赣边抗日义勇军；后来，又整编为新四军第3支队第5团，开赴皖南。